# Jaedyn Shaw
Jaedyn Reese Shaw (Frisco, 20 novembre 2004) è una calciatrice statunitense, attaccante del N. Carolina Courage e della nazionale statunitense.

## Caratteristiche tecniche
Nel corso della sua carriera Shaw ha giocato come ala, trequartista e centravanti. È dotata di forza fisica e di buone qualità tecniche che le permettono di proteggere la palla nonostante la pressione dei difensori.

## Carriera

### Club
Per scongiurare la possibilità che la giovane attaccante avrebbe scelto un club europeo, la National Women's Soccer League le ha consentito di firmare un contratto a 17 anni con una squadra della massima lega statunitense facendo un'eccezione alla regola sui limiti di età. Nel luglio 2022, quindi, Shaw ha potuto firmare un contratto con il San Diego Wave.
Ha esordito in campionato contro il Chicago Red Stars, segnando il gol vincente e diventando la più giovane giocatrice della NWSL a segnare al debutto. Nelle due partite successive ha messo a referto altri due gol. Nell'agosto 2023, Shaw ha prolungato il suo contratto con la squadra californiana fino al 2026.

## Palmarès

### Club
- NWSL Challenge Cup: 1

San Diego: 2024

### Nazionale
- Oro olimpico: 1

Parigi 2024
- CONCACAF Women's Gold Cup: 1

2024
- SheBelieves Cup: 1

2024

### Individuale
- U.S. Soccer Athlete of the Year: 1

Premio miglior giovane (femminile): 2022